# Passarim
Passarim — студийный альбом бразильского музыканта Антониу Карлоса Жобина, выпущенный на лейбле Verve Records в 1987 году. Первый студийный альбом Жобина за семь лет.

## Отзывы и признание
| Оценки критиков                            | Оценки критиков |
| Источник                                   | Оценка          |
| ------------------------------------------ | --------------- |
| AllMusic                                   | [ 1 ]           |
| Los Angeles Times                          | [ 2 ]           |
| MusicHound Jazz: The Essential Album Guide | [ 3 ]           |
| The New Rolling Stone Album Guide          | [ 4 ]           |
| The Rolling Stone Jazz & Blues Album Guide | [ 5 ]           |

В обзоре для AllMusic Ричард С. Джинелл написал: «Passarim — главное заявление Жобина 80-х, появившееся в то время, когда его заботы всё больше обращались к планете Земля. Заглавная песня — одно из самых запоминающихся творений Жобима, крик боли о разрушении бразильских тропических лесов, который звучит в памяти часами. Полностью записанный в Рио, альбом в целом сильно отличается от работ Жобима 60-70-х: более плотный, туманный, по-прежнему основанный на самбе, но более грубый по текстуре (как и голос Жобина). Хотя эта музыка не так сразу завоёвывает популярность, как альбомы, спродюсированные Кридом Тейлором, она окупается многократным прослушиванием — особенно расширенной сюиты из партитуры Жобина к фильму „Габриэла“».
Когда альбом только вышел, Леонард Физер дал ему свою самую высокую рекомендацию в обзоре Los Angeles Times, сказав: «Крёстный отец босановы не утратил своего таланта … Жобин по-прежнему лучший интерпретатор своих собственных композиций. Особенно очаровательна остроумная автобиографическая „Chansong“, описывающая его возвращение в Соединённые Штаты … Вот, короче говоря, босанова в её первозданном, нетронутом виде». Музыкальный критик Бен Рэтлифф во время прослушивания с джазовым гитаристом Патом Метени для The New York Times похвалил заглавную песню, назвав её «шедевром продолжительностью в три с половиной минуты». Метени ответил: «Это намного больше, чем мелодия. Это действительно похоже на композицию… так продвинуто. Красота гармонии — мажорные трезвучия, сменяющие друг друга на протяжении всего произведения, с разными типами голосов. Плюс, весь этот клей, мелодический клей; это никогда не прекращается, от первой ноты до конца. Где мы сейчас? Мы почти через две минуты на трассе, где ещё ничего не повторилось. Я имею в виду, что это продвинуто так, как продвигается Пол Блей. Здесь есть связь».
Джулиан Диббелл из журнала Musician был более критичен к альбому: «Passarim — первая сольная работа [Жобина] за многие годы, и можно подумать, что он, возможно, набрался мудрости в этой интерлюдии, но вот он снова здесь, всё еще пытается обходиться одними только талантами автора песен. Не то чтобы он иногда не справлялся с этим … Я гарантирую, что ваше сопротивление падёт перед очарованием лучших композиций альбома. Ныряющая и парящая заглавная песня, самопародийная „Chansong“ и винтажная „Luiza“ — всё это свидетельствует о победном подходе Жобина к мелодии. Жаль, что Passarim также демонстрирует склонность Жобина к размашистому („Gabriela“) и незапоминающемуся (кажется, это называется „Bebel“)».

## Список композиций
Для Passarim было записано тринадцать песен, включая англоязычную и португалоязычную версии заглавного трека и «Looks Like December / Anos Dourados». Оригинальная версия для компакт-диска в США содержала все 13 треков, причем две версии на португальском языке указаны в качестве бонус-треков. Большинство новых версий альбома имеют такой же список песен.
Все песни написаны Антониу Карлосом Жобином, за исключением отмеченных.
1. «Passarim» — 3:36 (Английская версия)
2. «Bebel» — 3:11
3. «Borzeguim»- 4:23
4. «Looks Like December» (Антониу Карлос Жобин, Шику Буарки) — 3:45
5. «Isabella» (Джил Голдштейн, Паулу Жобин) — 3:22
6. «Fascinatin' Rhythm» (Джордж Гершвин, Айра Гершвин) — 2:10
7. «Chansong» — 3:18
8. «Samba do Soho» (Роналду Баштош, Паулу Жобин) — 2:59
9. «Luiza» — 2:32
10. «Brazil Nativo» (Паулу Сезар Пинейро, Данило Каймми) — 3:51
11. «Gabriela» (Антониу Карлос Жобин, Ярарака) — 7:56

Бонус-треки
1. «Anos Dourados» (Антониу Карлос Жобин, Шику Буарки) — 3:46
2. «Passarim» — 3:36 (Португальская версия)

Оригинальный виниловый альбом был выпущен в двух разных версиях, которые содержали всего 11 треков. Порядок следования треков был одинаковым в обеих версиях, но включал англоязычные или португалоязычные версии «Passarim» и «Looks Like December / Anos Dourados».
1. «Passarim» (Английская или португальская версия)
2. «Bebel»
3. «Borzeguim»
4. «Looks Like December» или «Anos Dourados»
5. «Isabella»
6. «Fascinatin' Rhythm»
7. «Chansong»
8. «Samba do Soho»
9. «Luiza»
10. «Brazil Nativo»
11. «Gabriela»

## Участники записи
- Бас-гитара — Себастьян Нету
- Барабаны — Паулу Брага
- Виолончель — Жакиз Морелебаун
- Вокал, фортепиано — Антониу Карлос Жобин
- Вокал — Ана Лонтра Жобин, Данило Каймми, Элизабет Жобин, Мауча Аднет, Паула Морелебаун, Паулу Жобин, Симона Каймми
- Гитара — Паулу Жобин
- Звукорежиссёр — Жуан Морейра
- Ударные — Рубенс Охана де Миранда
- Флейта — Данило Каймми